# 젖혀끊기
젖혀끊기는 상대방 돌을 감는 모양으로 젖혀서 돌의 연결을 차단하는 수법이다. 연결을 끊는 수에는 젖히지 않고 내려뻗어서 끊는 뻗어끊기도 있다.